# Ernesto Alvarado García
Ernesto Alvarado García (La Unión, Copán, 21 de enero de 1904 -  Tegucigalpa, 26 de noviembre de 1972) fue un abogado, notario, profesor e historiador hondureño. Como jurista, llegó a ocupar un puesto en la Corte Suprema de Justicia de Honduras.

## Biografía
Ernesto Alvarado García, nació el 21 de enero de 1904 en el Municipio de La Unión, Departamento de Copán, falleció el 26 de noviembre de 1972 en la ciudad de Tegucigalpa. Fue hijo del matrimonio habido entre el señor Bernabé Alvarado Robles y la señora Elisa García. 
Realizó sus estudios en la escuela local de su comunidad, seguidamente se trasladaría a Santa Rosa de Copán a continuar sus estudios en el "Colegio de Segunda Enseñanza" obteniendo el Magisterio y Bachillerato en 1922 y después asistiría a la "Universidad Nacional de Honduras" donde se titula de Abogado en 1931 con la Tesis: "La Base naval en el Golfo de Fonseca ante el Derecho Internacional". Fue un hondureño, que desarrolló su vida tanto en el ámbito público como en el artístico y literario.
En 1920 fue nombrado Director de la Escuela Primaria del Municipio de San José, en el Departamento de Cortés. Al año siguiente, 1921 a 1922 fue profesor en la "Escuela y Colegio Normal de Señoritas" y catedrático de Dibujo Lineal en el Instituto Álvaro Contreras en la ciudad de Santa Rosa de Copán. Después, en 1923 Alvarado laboro de archivador en un Bufete de notariado público; para 1925 se encontraba trabajando en la Municipalidad de Livingston y más tarde en 1926 era profesor de Instituto en Guatemala y en 1927 se encontraba laborando más al norte del país, en la zona de Peten. Pero sería nombrado en 1928 como Director de la "Escuela Lucas T. Cojulun" siempre en la república de Guatemala. Seguidamente entre 1929 a 1931, De regreso a Honduras, fue nombrado como secretario en el Ministerio de Guerra. En 1932, fue nombrado Ministro de Guerra, seguidamente entre 1934 a 1941 fue profesor en la Escuela Comercial Privada; asimismo en 1937 laboraría como maestro en el Liceo Hondureño, además fue nombrado cónsul de Honduras en la república de Paraguay. De regreso en Honduras ejerció la docencia en el Instituto San Miguel de Tegucigalpa desde 1938.

## Membresías
- Miembro de la Sociedad de Geografía e Historia de Honduras.
- Miembro de la Sociedad de Geografía e Historia de Guatemala.
- Miembro de la Academia de Historia de Cuba.
- Miembro de la Sociedad de Escritores y Artistas Americanos de Cuba.
- Miembro de la Sociedad de Estudios Internacionales Coloniales de Madrid.
- Miembro de la Sociedad de Abogados de Honduras.

## Obras
- Deben suprimirse los causicontratos como fuente de obligaciones, (1934);
- La base naval en el Golfo de Fonseca escrito en Tegucigalpa, (1931);
- Honduras y su adhesión de España al Código Bustamante, (1935);
- Homenaje al cacique Lempira en el día de su consagración, (1935);
- Lempira y Montejo (1935);
- Pedro de Alvarado, (1936);
- Discutida personalidad de don Pedro de Alvarado y fundación de San Pedro Sula, (1936)
- El significado Histórico de Gracias, (1936);  y
- Los forjadores de la Honduras colonial. La conquista pacífica de Honduras. Héroes y mártires  (Tegucigalpa, 1938);
- Odisea de Leoncio Prado en Honduras, (1944);
- La obra del Licenciado Mallol en Tegucigalpa, (1953),
- Legislación indigenista en Honduras, (1958).